# ILHWA
iLHWA（イルファ、1968年4月16日 - ）は、日本の歌手、俳優。SHIN ENTERTAINMENT所属。
アメリカへ音楽留学後、社会人を経て、イルファレコードを創設。自らも歌手として活動。
2011年10月配信した楽曲がamazon.co.jp　音楽ダウンロードチャート1位獲得。
渋くも甘い香りの漂う歌声で独特の世界観と表現力を持っている事から各方面より問い合わせが殺到、「杉山清貴」氏の協力を受け、2011年11月23日「iLHWA　meets.杉山清貴」名義でメジャーデビューを果たす。
デビューシングル「さよならのオーシャン」は日本のmobile配信サイト「レコチョク　歌謡曲・演歌チャート」にて週間チャート1位・月間チャート3位を獲得。

## 作品
「さよならのオーシャン」/「最後のHOLY NIGHT」 両A面シングル　iLHWA meets.杉山清貴　2011年11月23日(水) 発売
「声のしるし」　ミュージックビデオ　　映画『ベイブルース ～25歳と364日～』主題歌　高山トモヒロが監督

## 出演
ラジオ
- 高山トモヒロのオトナの部室（　ABCラジオ、2016年 4月 ～　　）　レギュラー出演
- 高山トモヒロのオトナの部室　スピンオフトークLIVE　『オトナの課外授業』　シアターセブン　2017年6月27日　出演

- ABCラジオまつり　２０１８年11月18日（日）　万博記念公園　下の広場ステージにて　生収録

- 高山トモヒロのオトナの部室　スピンオフトークLIVE　『オトナの課外授業』2時間目　シアターセブン　2019年6月21日　出演

舞台
　『OH! MY GOD! 2018』　2018年　1月24日 (水)　～　28日 (日)　　築地本願寺ブディストホール 　出演
　『殺しのリハーサル』　 　2018年　4月12日（木） ～　15日（日）　全労済ホール　スペース・ゼロ　出演
　　　　　　　　　　　　　 2018年　5月26日（土） ～　27日（日）　能登演劇堂公演（石川県）　出演
　⾳楽劇「ブルースな日々〜夢に向かって〜」　　　　
- ハート版公演　2018年　6月　9日 (土)　～　11日 (月)

- ダイヤ版公演   2018年　6月 14日 (木)　～　17日 (日)　　築地本願寺ブディストホール 　出演

『ダンスレボリューション～ホントのワタシ～　2018』
　　2018年　９月　８日 (土)　～　１７日 (月祝)　           　築地本願寺ブディストホール 　出演
『スポットライト（BACK　STAGE　STORY）～2018』
　  2018年　12月　5日 (水)　～　9日 (日)　　                   築地本願寺ブディストホール 　出演

『島津亜矢特別公演』　2019年　1月15日(火)　～　27日(日)　
　　第一部 『おりょう　龍馬の愛した女』　　博多座　　　出演
『ブラックコメディ【見えない人たち】』
　  2019年　3月　13日 (水)　～　21日 (木)　　                  築地本願寺ブディストホール 　出演
『Wall』　作・前田耕陽 演出・川浪ナミヲ
　　2019年 6月 2日(日)　　　　　　　  広島 YMCA国際文化ホール
　　2019年 6月 6日(木)　～　9日(日)　東京 新宿シアターモリエール
　　2019年 6月14日(金)  ～ 16日(日)   大阪 ABC Hall                          出演
『The Great Gatsby In Tokyo』
　　2019年9月25日（水）　～　2019年10月1日（火）　　DDD青山クロスシアター　出演
『ブルースな日々　ああガス欠！」
　　2019年10月26日（土）　～　29日（火）　　　　　築地本願寺ブディストホール 　出演
『戦国学園〜令和決戦！天下取り〜』
　　2020年3月13日（金）〜18日（水）　　　　　　　浅草花劇場　出演
ラジオドラマ風プレイ短編集
　第２話　『スレタ、ヨクジョウ』
　   2020年7月3日（金）～6日（月）　　　　　　　　武蔵野芸能劇場小劇場　　出演

『ベンガルの虎』
新宿梁山泊　第７０回公演　作・唐十郎　演出・金守珍
　　2021年6月12日（土）～23日（木）　　　　　　　新宿・花園神社境内　特設テント

『I was today years old.』　大人の麦茶　第３０杯目公演
　　2023年5月13日（土）～23日（火）　　　　　　　下北沢ザ・スズナリ　　出演
映画
　『ベイブルース ～25歳と364日～』　2015年7月8日発売　　
　　　　　　　　　　　　　景山貴彦　役　出演　および　主題歌「声のしるし」を担当
　中国映画　『唐人街探偵 東京MISSION』（原題：唐人街探案3）　2020年2月12日中国公開　　2021年７月９日　日本上映予定
　　　　　　　　　　　　　東南アジアマフィアのボス「蘇察維(スー・チャーウェイ)」役
テレビ
　2011年11月　読売テレビ「音楽のチカラ」エンディング…「さよならのオーシャン」
　　　　　12月　読売テレビ「音楽のチカラ」エンディング…「最後のHOLY NIGHT」　　